# 액션 페인팅
액션 페인팅(action painting)은 1952년 미국의 비평가 해럴드 로젠버그가 명명(命名)한 전후 미국의 대표적인 표현양식이다. 이미지의 정착보다는 그린다는 행위(액션) 그 자체에서 순수한 의미를 찾아내려는 경향이며, 잭슨 폴록, 빌럼 데 쿠닝, 프란츠 클라인 등에 의하여 대표된다. 본디 제2차 세계 대전으로 미국에 망명한 쉬르레알리스트의 영향하에서 쉬르레알리슴이 개척한 오토마티슴의 기법을 더욱 철저하게 한 수법(바닥에 펼친 캔버스 위에 유동적인 마티에르를 떨어뜨려 나가는 드리핑의 수법 등)도 볼 수 있지만 쉬르의 이미지주의(主義)는 완전히 사라져 버렸다. 유럽의 앵포르멜과 때를 같이 하여 1950년대의 미술에 뜨거운 추상의 선풍을 일으켰다.

## 저명한 액션 페인터
- 빌럼 데 쿠닝[1]
- 잭슨 폴록[2]

## 같이 보기
- 추상 표현주의
- 앵포르멜